# Чорноморська губернія
44°43′00″ пн. ш. 37°46′00″ сх. д. / 44.716666666667° пн. ш. 37.766666666667° сх. д.
Чорноморська губернія — адміністративно-територіальна одиниця Російської імперії у 1896—1918. Губернське місто — Новоросійськ.
Була найменшою у Російській імперії за площею — 7346 км² (6455 верст²), і за населенням — 57478 осіб.

## Історія
В античності північна частина чорноморського узбережжя Кавказу була колонізована греками, надалі — Візантією, Генуєю, Османською імперією. Під час російського завоювання краю відбулися етнічні чистки корінного населення губернії — адигів, зокрема шапсугів.
Утворена виділенням 1896 року з Кубанської області її Чорноморського округу.
Під час першої російської революції 1905 року на території губернії була проголошена Новоросійська республіка.
Під час розпаду Російської імперії на території губернії претендували Кубанська Народна Республіка, українські держави, Південно-Східний Союз, Грузинська Демократична Республіка, Горська республіка.
Навесні 1918 більшовиками була проголошена Чорноморська Радянська Республіка, яка незабаром була об'єднана з Кубанською у Кубано-Чорноморську Радянську Республіку. Влітку 1918 року північ губернії (Новоросійськ) був зайнятий російською Добровольчою армією, керівництво якої призначило воєнним губернатором Олександра Кутепова. Південь губернії (Сочі та Туапсе) зайняли війська Грузинської Демократичної Республіки. Навесні 1920 зайнята більшовиками.
У 1924 увійшла до складу Кубано-Чорноморської області РРФСР. Зараз територія губернії входить до складу Краснодарського краю.

## Поділ
Чорноморська губернія поділялася на три округи.
| № | Округ          | Центр        | Площа, верст² | Населення (1897), осіб. |
| - | -------------- | ------------ | ------------- | ----------------------- |
| 1 | Новоросійський | Новоросійськ | 1 081         | 34 908                  |
| 2 | Сочинський     | Сочі         | 3 935         | 13 519                  |
| 3 | Туапсинський   | Туапсе       | 1 439         | 9 051                   |

## Національний склад населення
За переписом 1897 року у Чорноморській губернії мешкало 57478 осіб. З них:
- 24635 записалися росіянами,
- 9252  — українцями,
- 6285 вірмен,
- 5969 греків,
- 1939 черкесів,
- 290 чехів,
- 990 євреїв,
- 923 молдован,
- 904 грузин,
- 791 естонців,
- 659 білорусів.